# 大衛·喬高
大衛·喬高（英語：David Kilgour，1941年2月18日—2022年4月5日）或譯基固爾，加拿大政治人物、律師，前皇家檢察官，曾出任內閣國務部長，1997－2002年負責拉美與非洲事務、2002－2003年負責亞太事務的國務卿、七屆聯邦眾議院國會議員，因為獨立調查中共活摘器官問題成為2010年諾貝爾和平獎候選人。2022年4月5日因病過世，加拿大CBC稱喬高是著名的前內閣部長，以強烈獨立性、對人權事業奉獻精神而聞名，享年81歲，在過世前最後幾天仍與世界各地朋友及人權活動家保持聯繫。
喬高從政前為進步保守黨成員，1968年首次參加全國大選落敗，1979年於埃德蒙頓國會議員競選中勝出。自1979年5月起至2006年1月，連續擔任七屆國會眾議院議員。2005年4月12日退出加拿大自由黨，成為獨立身份議員，至同年11月任期屆滿。

## 支持台灣香港並關心中國人權
喬高2019年2月，應台灣政府邀請訪問台灣。中華民國外交部在新聞稿歡迎前亞太國務部長並表示，喬高長期關注臺灣在國際社會遭受的不平等對待，數十年來致力提倡民主、自由及人權等普世價值，在聯邦眾議員任內與人權律師麥塔斯「共同針對在中國發生的活摘器官交易進行獨立調查，於2006年發表喬高-麥塔斯報告，所陳強而有力的證據引起國際矚目。其等除於2010年獲國際人權協會（IGFM）頒發人權獎外，並獲諾貝爾和平獎提名。」喬高在外交部的外交及國際事務學院，就台加關係發表演說〈是時候加拿大支持台灣了〉。
2022年2月3日加拿大《渥太華公民報》刊登喬高文章〈冬季奧運—何以我們稱之群體滅絕運動會〉，指出北京冬季奧運被稱為「群體滅絕奧運」的原因，中共迫害目標包括新疆維族、藏族、法輪功修煉者，被公認犯下反人類罪，中共活摘器官、將「民主」重詮釋為極權主義、以港版國安法剝奪香港人的自由權利。喬高呼籲國際奧委會停止把奧運賽舉辦權授予極權政權，呼籲世界出面捍衛所有中國人的權利。
喬高2022年4月5日辭世，中華民國外交部7日表示，「對喬高的逝世深表惋惜與哀悼，對於他長期提倡人權價值以及多年來對台灣的支持，表達崇高的敬意。」

## 國際人權事務

### 非洲達爾富爾維和
非洲的達爾富爾衝突。由於2005年第38屆議會的特別架構，喬高掌握了關鍵性的選票，能支持或否決政府議案。在喬高的支持下，向非洲蘇丹西部的達爾富爾派出維和部隊的動議得以通過，喬高也是種族滅絕干預網絡的轉讓人。其後總理保羅·馬丁願意派出維和部隊，但最後派出的人數並不多。

### 獨立調查法輪功遭活摘議題
喬高以強烈獨立性、對人權事業奉獻精神而聞名，積極參與人權事業，尤其幫助被中共壓迫的中國少數群體的處境，包括法輪功修煉者，並在揭露中國共產黨當局活摘法輪功學員器官上做出了巨大努力，2006年發佈喬高-麥塔斯調查報告。曾在德國、墨西哥、法國、美國、瑞士等多國接受當地各大媒體爭相報道。2010年1月16日，國際人權協會（IGFM）瑞士分部將2009年度的人權獎頒給了大衛·喬高和加拿大著名人權律師大衛·麥塔斯，推崇他們為調查對中國共產黨摘取法輪功學員及良心犯器官的指控付出的努力，並因此成為2010年諾貝爾和平獎候選人。
多國議員陸續在各國推動相關立法，因應民眾到中國購買器官移植問題。喬高2016年曾表示，與麥塔斯在10年內訪問了50多個國家，發現這是中共政府利用經濟利益阻礙許多國家保護人權的行動，但在2006至今已到了一個轉捩點時期。
2021年12月，喬高獲頒「2021年度全球人道主義領袖獎」，由「加拿大支持迫切需要幫助難民組織」（CSRDN）頒發，表彰喬高堅持和平、正義和仁慈的原則，不分種族、膚色或宗教，「挺身反對不正義」，尤其是揭露在中國發生產業規模的活摘器官，「喬高利用他的知識、技能、才能和外交，成為了模範領導者」。
美國著名新聞媒體《赫芬頓郵報》刊登作家彼得·沃辛頓（Peter Worthington）的文章《中國發生的殘忍的器官摘取》 (China's Grim Human Harvests)，引述此調查報告。

## 著作
- 《Bloody Harvest》調查報告多語種（页面存档备份，存于）,中譯《血腥的活摘器官》,喬高-麥塔斯調查報告
- 《State Organs: Transplant Abuse in China》 （页面存档备份，存于）,中譯《國家器官》
- 文章收錄於《前所未有的邪惡迫害An Unprecedented Evil Persecution: A Genocide Against Goodness in Humankind》 （页面存档备份，存于）
- 《La Mission au Rwanda盧旺達使命》
- 《Inside Outer Canada》 （页面存档备份，存于）
- 《Betrayal: The Spy Canada Abandoned》 （页面存档备份，存于）
- 《Uneasy Patriots - Western Canadians in Confederation》 （页面存档备份，存于）
- 《Alberta: Wild Rose Country》
- 《UNEASY NEIGHBO(U)RS:Canada, The USA and the Dynamics of State, Industry and Culture》 （页面存档备份，存于）

## 外部連結
- 大衛·喬高個人官網 （页面存档备份，存于） （英文）
- 【專訪】喬高：為那些沒有聲音的人發聲(上) （页面存档备份，存于）、(下) （页面存档备份，存于）